# Nikolaj Masalov
Nikolaj Ivanovitj Masalov (ryska: Никола́й Ива́нович Маса́лов), född den 10 december 1922, död den 20 december 2001, var en sovjetisk militär.
År 1945 deltog han i befrielsen av Berlin. Han blev hedersmedborgare där 1965, men fråntogs utmärkelsen 1992, efter murens fall.